# جين (نيفادا)
جين (بالإنجليزية: Jean)‏ هو مجتمع غير مصنف في مقاطعة كلارك في ولاية نيفادا في الولايات المتحدة. وهي بلدة تجارية صغيرة وتقع على بعد حوالي 12 ميلا (19 كم) شمال حدود ولاية نيفادا وكاليفورنيا على طول الطريق السريع بين الولايات 15. وتبعد مدينة لاس فيغاس حوالي 30 ميل (48 كم) إلى الشمال. لا يوجد سكان في البلدة، ولكن العديدين من أهل التجمعات المجاورة مثل بريم و ساندي فالي أدرجوا هذه البلدة في عنوانهم البريدي لأنها موقع مكتب البريد الرئيسي للرمز البريدي 89019. تنتهي جادة لاس فيغاس بوليفارد الجنوبية على بعد حوالي 2 ميل (3.2 كم) جنوب جين، وتتدير على نحو متجه شمالا لاس فيغاس، تنتهي بالقرب من تقاطع الطريق بين الولايات 15 وطريق الولايات المتحدة 93.
المنطقة في معظمها تجارية باستثناء مكتب البريد والمحكمة، مع منافذ تجارية مثل فندق غولد ستريك وبه قاعة قمار، ومركز جين سبورت للطيران (يستخدم لأنشطة ترفيهية مثل القفز بالمظلات)، ومعسكر جين للحفظ (وهو إصلاحية نسائية مخففة الحراسة في تابعة لوزارة نيفادا للإصلاح وأنشئت في عام 1987) ومحطة نيفادا للدوريات السريعة (NHP). كما يقع فندق وكازينو نيفادا لاندينغ هنا ولكن تم هدمه في أبريل 2008 وتمت إزالة الإشارة في عام 2011. ويقع مكتب بريد جين في جادة لاس فيغاس في جين.  تقع محكمة غودبرينغز تاونشيب أيضا في جين.